# Штуббендорф (Тессин)
Штуббендорф ( Stubbendorf) — община в Германии, в земле Мекленбург-Передняя Померания.
Входит в состав района Бад-Доберан. Подчиняется управлению Тессин. Население составляет 145 человек (на 31 декабря 2010 года). Занимает площадь 9,65 км².

## Фотографии

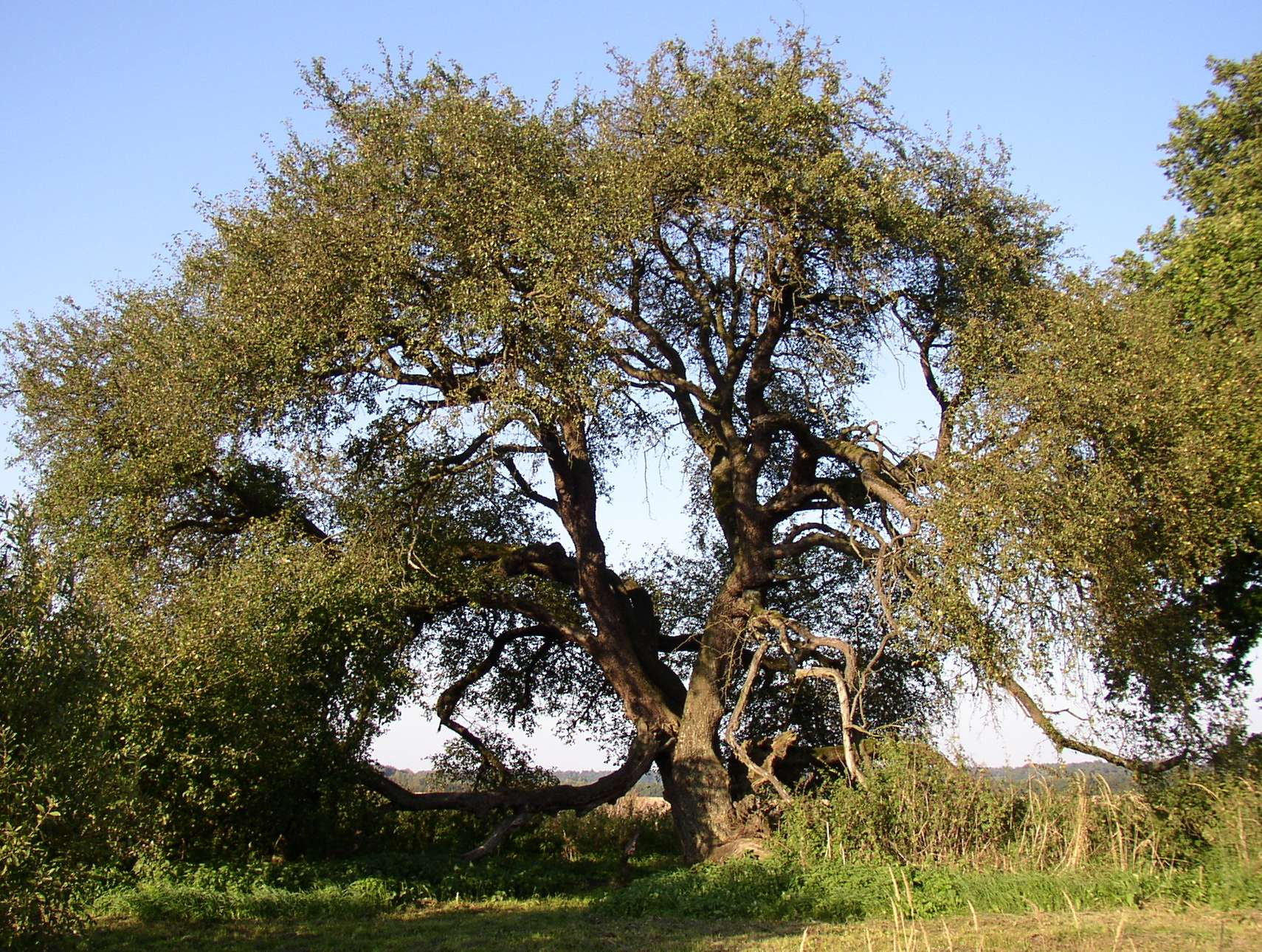
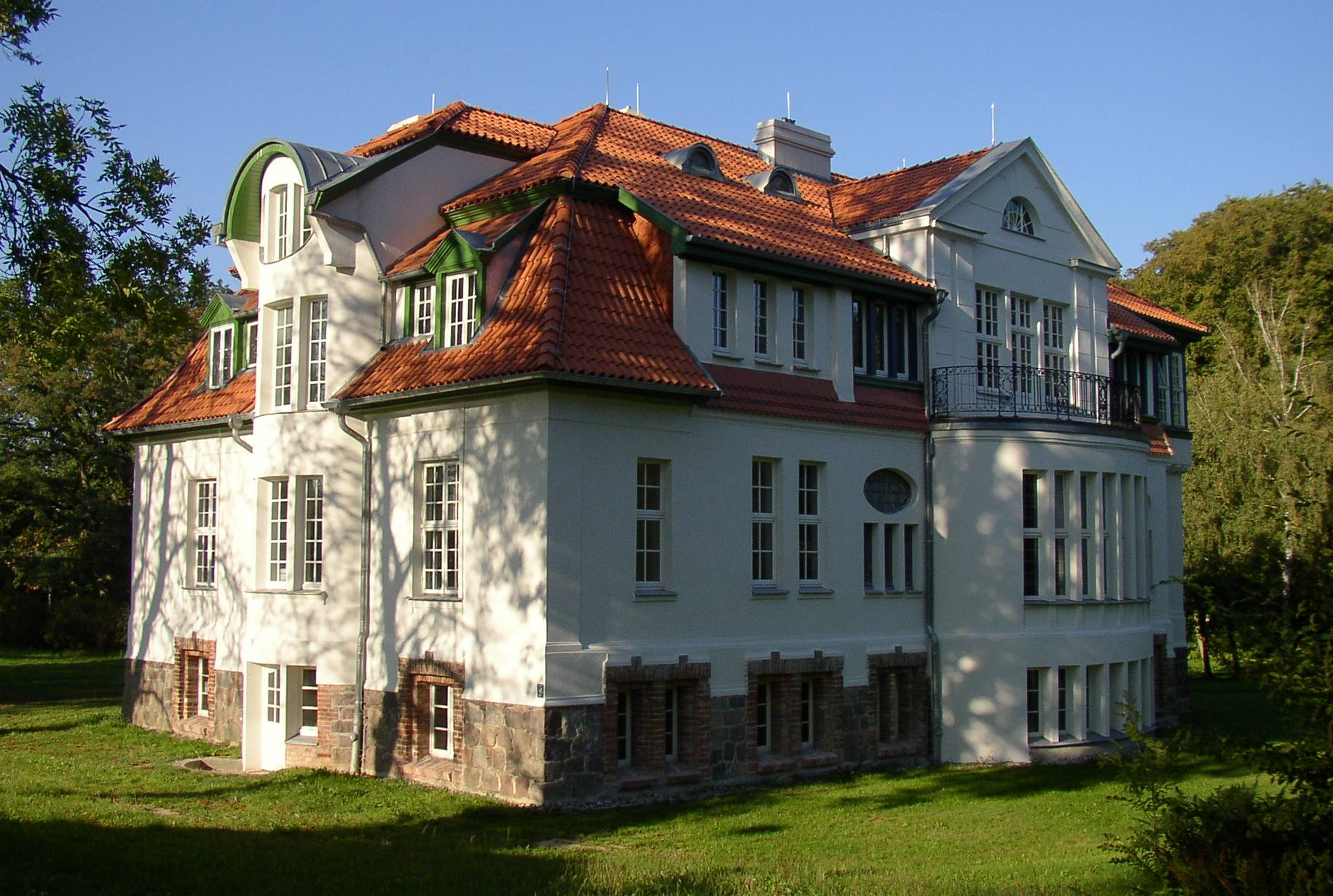